# Richard Boateng
Richard Boateng (Acra, Ghana, 10 de julio de 1992) es un futbolista ghanés que juega como centrocampista y forma parte de la plantilla del Real Murcia C. F. de la Primera Federación.

## Trayectoria
Nacido en Acra, Boateng hizo su debut sénior con el Liberty Professionals. En el verano de 2010 fichó por el filial del Granada C. F. El 26 de enero de 2012 fue cedido al Cádiz C. F., donde jugó en su filial en Tercera División.
El 27 de julio de 2012 fue cedido al C. D. San Roque de Lepe, en Segunda B. Tras la cesión, regresó al Granada B, también en tercera división. El 28 de febrero de 2014 jugó su primer partido como profesional, debutando en la segunda parte del partido contra el Athletic Club de Bilbao.
En verano de 2016, tras acabar su contrato con el Granada C. F., fichó por el Aris de Limassol chipriota. El 1 de enero de 2017 fichó por el Extremadura U. D. El 3 de agosto del mismo año se incorporó por la U. D. Melilla, donde marcó 14 goles durante su primera temporada.
El 15 de junio de 2018 firmó por el Real Oviedo por dos temporadas. En enero de 2019 firmó como jugador de la A. D. Alcorcón, en la que jugó durante dos temporadas y media, participando en 76 partidos de Liga y 2 de Copa del Rey en los que anotó 5 goles. El 16 de junio de 2021 se confirmó su fichaje por el F. C. Cartagena por una temporada.
Tras varios años en España, en agosto de 2022 firmó por el Maccabi Bnei Reineh de Israel. En este país también jugó para el Hapoel Petah-Tikvah antes de regresar al fútbol español el 6 de julio de 2024 al fichar por el Real Murcia C. F.

## Clubes
Actualizado al final de la temporada 2023-24.
| Club                                                                                          | Div.          | Temporada     | Liga(1) | Liga(1) | Copas nacionales(2) | Copas nacionales(2) | Torneos internacionales | Torneos internacionales | Total | Total |
| Club                                                                                          | Div.          | Temporada     | Part.   | Goles   | Part.               | Goles               | Part.                   | Goles                   | Part. | Goles |
| --------------------------------------------------------------------------------------------- | ------------- | ------------- | ------- | ------- | ------------------- | ------------------- | ----------------------- | ----------------------- | ----- | ----- |
| Liberty Professionals Ghana                                                                   | 1.ª           | 2009-10       | 28      | 0       | —                   | —                   | —                       | —                       | 28    | 0     |
| Liberty Professionals Ghana                                                                   | Total club    | Total club    | 28      | 0       | 0                   | 0                   | 0                       | 0                       | 28    | 0     |
| Granada C. F. "B" · España                                                                    | 1.ª AND       | 2010-11       | 13      | 5       | —                   | —                   | —                       | —                       | 13    | 5     |
| Cádiz C. F. "B" · España                                                                      | 3.ª           | 2011-12       | 13      | 1       | —                   | —                   | —                       | —                       | 13    | 1     |
| Cádiz C. F. "B" · España                                                                      | Total club    | Total club    | 13      | 1       | 0                   | 0                   | 0                       | 0                       | 13    | 1     |
| C. D. San Roque de Lepe · España                                                              | 2.ª B         | 2012-13       | 36      | 2       | 1                   | 0                   | —                       | —                       | 37    | 2     |
| C. D. San Roque de Lepe · España                                                              | Total club    | Total club    | 36      | 2       | 1                   | 0                   | 0                       | 0                       | 37    | 2     |
| Granada C. F. "B" · España                                                                    | 2.ª B         | 2013-14       | 31      | 2       | —                   | —                   | —                       | —                       | 31    | 2     |
| Granada C. F. · España                                                                        | 1.ª           | 2013-14       | 1       | 0       | —                   | —                   | —                       | —                       | 1     | 0     |
| Granada C. F. · España                                                                        | Total club    | Total club    | 1       | 0       | 0                   | 0                   | 0                       | 0                       | 1     | 0     |
| Granada C. F. "B" · España                                                                    | 2.ª B         | 2014-15       | 34      | 5       | —                   | —                   | —                       | —                       | 34    | 5     |
| Granada C. F. "B" · España                                                                    | 2.ª B         | 2015-16       | 25      | 6       | —                   | —                   | —                       | —                       | 25    | 6     |
| Granada C. F. "B" · España                                                                    | Total club    | Total club    | 103     | 18      | 0                   | 0                   | 0                       | 0                       | 103   | 18    |
| Extremadura U. D. · España                                                                    | 2.ª B         | 2016-17       | 10      | 2       | —                   | —                   | —                       | —                       | 10    | 2     |
| Extremadura U. D. · España                                                                    | Total club    | Total club    | 10      | 2       | 0                   | 0                   | 0                       | 0                       | 10    | 2     |
| U. D. Melilla · España                                                                        | 2.ª B         | 2017-18       | 31      | 14      | —                   | —                   | —                       | —                       | 31    | 14    |
| U. D. Melilla · España                                                                        | Total club    | Total club    | 31      | 14      | 0                   | 0                   | 0                       | 0                       | 31    | 14    |
| Real Oviedo · España                                                                          | 2.ª           | 2018-19       | 13      | 0       | 1                   | 0                   | —                       | —                       | 14    | 0     |
| Real Oviedo · España                                                                          | Total club    | Total club    | 13      | 0       | 1                   | 0                   | 0                       | 0                       | 14    | 0     |
| A. D. Alcorcón · España                                                                       | 2.ª           | 2018-19       | 12      | 0       | —                   | —                   | —                       | —                       | 12    | 0     |
| A. D. Alcorcón · España                                                                       | 2.ª           | 2019-20       | 36      | 5       | 0                   | 0                   | —                       | —                       | 36    | 5     |
| A. D. Alcorcón · España                                                                       | 2.ª           | 2020-21       | 26      | 0       | 2                   | 0                   | —                       | —                       | 28    | 0     |
| A. D. Alcorcón · España                                                                       | Total club    | Total club    | 74      | 5       | 2                   | 0                   | 0                       | 0                       | 76    | 5     |
| F. C. Cartagena · España                                                                      | 2.ª           | 2021-22       | 26      | 2       | 3                   | 0                   | —                       | —                       | 29    | 2     |
| F. C. Cartagena · España                                                                      | Total club    | Total club    | 26      | 2       | 3                   | 0                   | 0                       | 0                       | 29    | 2     |
| Maccabi Bnei Reineh Israel                                                                    | 1.ª           | 2022-23       | 31      | 5       | 2                   | 0                   | —                       | —                       | 33    | 5     |
| Maccabi Bnei Reineh Israel                                                                    | Total club    | Total club    | 31      | 5       | 2                   | 0                   | 0                       | 0                       | 33    | 5     |
| Hapoel Petah-Tikvah Israel                                                                    | 1.ª           | 2023-24       | 2       | 0       | 0                   | 0                   | —                       | —                       | 2     | 0     |
| Hapoel Petah-Tikvah Israel                                                                    | Total club    | Total club    | 2       | 0       | 0                   | 0                   | 0                       | 0                       | 2     | 0     |
| Real Murcia C.F. · España                                                                     | 1 F.          | 2024-25       | 11      | 0       | 1                   | 0                   | —                       | —                       | 11    | 0     |
| Real Murcia C.F. · España                                                                     | Total club    | Total club    | 11      | 0       | 1                   | 0                   | 0                       | 0                       | 1     | 0     |
| Total carrera                                                                                 | Total carrera | Total carrera | 379     | 49      | 10                  | 0                   | 0                       | 0                       | 389   | 49    |
| (1) Incluye datos de play-off de ascenso / permanencia. (2) Incluye datos de la Copa del Rey. |               |               |         |         |                     |                     |                         |                         |       |       |

- Fuente: bdfutbol.com y Fichajes.com.